# Hans Kleinschmidt (Mediziner, 1885)
Hans Kleinschmidt (* 18. Juni 1885 in Elberfeld; † 4. Januar 1977 in Bad Honnef) war ein deutscher Kinderarzt und Hochschullehrer.

## Leben
Kleinschmidt studierte an der Albert-Ludwigs-Universität Medizin und wurde 1904 Mitglied des Corps Rhenania Freiburg. Der Richter Eduard Kleinschmidt war sein Bruder. 1909 wurde er Assistenzarzt in der Kinderabteilung der Medizinischen Universitätsklinik Marburg. Dort lernte er Emil von Behring kennen und bewundern. 1913 habilitierte er sich und ging an die Charité zu Adalbert Czerny, wo er 1918 zum Professor ernannt wurde. Seine Forschungsarbeit konzentrierte sich hier auf die Säuglingsernährung. In diesem Zusammenhang gab er zusammen mit Czerny die Buttermehlnahrung bekannt, welche Czerny-Kleinschmidtsche Nahrung benannt wurde. In dieser Zeit wurden auch seine Studien über Harnwegsinfekte veröffentlicht und damit der Begriff Pyurie geprägt. 1919 wurde er Leiter des Kinderkrankenhauses in Berlin-Weißensee.
1920 erhielt er mit 35 Jahren einen Ruf als außerordentlicher Professor an die Universität Hamburg. 1924 erfolgte seine Ernennung zum ordentlichen Professor und Direktor der Hamburger Universitätskinderklinik. 1931 folgte er dem Ruf an die viel größere Klinik in Köln. Als sie im Zweiten Weltkrieg zerstört wurde, fand sie eine provisorische Bleibe auf der Rheininsel Nonnenwerth. Kleinschmidt beantragte am 10. Juli 1937 die Aufnahme in die NSDAP und wurde rückwirkend zum 1. Mai desselben Jahres aufgenommen (Mitgliedsnummer 4.195.668). Von 1939 bis 1942 war er an der Universität zu Köln Prorektor.
Den Ruf an die Charité wollte er zugunsten Kölns nicht annehmen, kam aber auf dem Heimweg zwischen die von Westen und Osten anrückenden Fronten und kehrte deshalb nach Berlin zurück. Dort fungierte er von 1944 bis 1945 als Direktor der Universitätskinderklinik an der Berliner Charité. Bei dem Bevollmächtigten für das Gesundheitswesen Karl Brandt war Kleinschmidt ab 1944 noch Angehöriger des wissenschaftlichen Beirates.
1946 übernahm er den verwaisten Lehrstuhl der Georg-August-Universität Göttingen. Er trieb den Neubau voran, veranstaltete den ersten Nachkriegskongress der Deutschen Gesellschaft für Kinderheilkunde und betrieb die Wiederbegründung der Deutschen Vereinigung für die Fürsorge des Kindesalters.
Nach der Emeritierung 1953 zog sich Kleinschmidt zurück und kümmerte sich um die Prävention von Tuberkulose und Poliomyelitis. Er wohnte zuletzt in Bad Honnef und wurde dort auf dem Neuen Friedhof beigesetzt.

## Forschung
Seit seiner Marburger Bekanntschaft mit Emil von Behring widmete sich Kleinschmidt besonders der Bakteriologie, Serologie und Immunologie. Die Säuglingsernährung, Ernährungstherapie, die Behandlung von Infektionskrankheiten (Diphtherie, Poliomyelitis, Scharlach, Keuchhusten und Tuberkulose) und die Hämatologie, der Diabetes mellitus und nephrotische Syndrome waren andere Schwerpunkte seiner Arbeit.
Wie schon 1933 in Köln gründete er auch in Göttingen eine heilpädagogische Abteilung.

## Ehrungen
- Ehrenmitglied des Robert Koch-Instituts
- Senatsmitglied der Leopoldina (Mitglied der Leopoldina seit 1933)
- Ehrenmitglied vieler europäischer und amerikanischer Fachgesellschaften
- Dr. med. h. c.
- 1955: Großes Verdienstkreuz der Bundesrepublik Deutschland
- 1956: Emil-von-Behring-Preis der Philipps-Universität Marburg[6]
- 1962: Albrecht-von-Haller-Medaille der Universität Göttingen
- 1966: Paracelsus-Medaille
- 1967: Großes Verdienstkreuz mit Stern der Bundesrepublik Deutschland[10]

## Veröffentlichungen
- Nachfolger von Emil Feer als Herausgeber des Lehrbuchs für Kinderheilkunde
- Mitherausgeber von Kinderärztlichen Praxis und Monatsschrift für Kinderheilkunde[6]
- 300 Publikationen